# Sanja Vučić
Sanja Vučić (en serbio cirílico: Сања Вучић; n. Kruševac, 8 de agosto de 1993) es una cantante serbia.
Fue la vocalista principal del grupo ZAA, que representó a Serbia en el Festival de la Canción de Eurovisión 2016 con la canción «Goodbye (Shelter)». Posteriormente, en 2020 formó parte del grupo Hurricane que ganó el derecho de representar a ese mismo país en el Festival de la Canción de Eurovisión 2020, con la canción «Hasta la vista». El evento, que se realizaría en la ciudad neerlandesa de Róterdam, debió ser cancelado producto de la pandemia por coronavirus de ese año, pero volvería un año más tarde con el mismo grupo con la canción Loco Loco.